# KK Šentjur
Le Košarkarski Klub Šentjur, ou Kemoplast Alpos Šentjur,  est un club slovène de basket-ball basé à Šentjur. Le club appartient à l'élite du championnat slovène.

## Entraîneurs
- 2005-2007 :  Damjan Novaković
- 2008-2013 :  Damjan Novaković
- 2014-2016 :  Dejan Mihevc

## Palmarès
- Champion de Slovénie : 2015

## Joueurs célèbres ou marquants
- Dragiša Drobnjak
- Sandi Čebular